# Tutto per tutto (film 1951)
Tutto per tutto (Inside Straight) è un film del 1951 diretto da Gerald Mayer.